# Yiğit Gökoğlan
Yiğit Ismail Gökoğlan (* 5. Juni 1989 in Konak (Izmir), Türkei) ist ein türkischer Fußballspieler.

## Karriere
Gökoğlan begann seine Profilaufbahn mit 18 Jahren 2007 beim Erstligisten Vestel Manisaspor. Vorher spielte er in der Jugend von Göztepe Izmir. Sein Debüt war am 2. September 2007 gegen Galatasaray Istanbul. Er wurde in der 70. Spielminute eingewechselt, jedoch bereits nach 15. Minuten ausgewechselt, nachdem sein Mannschaftskamerad Selçuk İnan die Rote Karte sah. In derselben Saison wurde Gökoğlan an Altınordu Izmir verliehen. Dort kam er durchgehend zum Einsatz. Am Ende der Saison kehrte er zu Manisaspor zurück. Während seiner Abwesenheit stieg Manisaspor in die 2. Liga ab. Es gelang ihm mit der Mannschaft der Wiederaufstieg in die erste Liga. Fortan gehörte Gökoğlan zu den Stammspielern der Mannschaft.
Am 12. Januar 2012 unterschrieb Yiğit Gökoğlan einen 4,5-Jahres-Vertrag bei Galatasaray Istanbul. Galatasaray bezahlte für ihn 2,5 Millionen Euro Ablöse. Für die Spielzeit 2012/13 sollte er an den Ligakonkurrenten Antalyaspor ausgeliehen werden. Aufgrund von Uneinigkeit zwischen beiden Vereine platzte dieser Wechsel jedoch, stattdessen verpflichtete Orduspor den Mittelfeldspieler für eine Saison auf Leihbasis.
Nachdem er die Hinrunde der Saison 2013/14 bei der Reservemannschaft von Galatasaray verbracht hatte, wurde er für die Rückrunde an den Erstligisten Kayseri Erciyesspor verliehen. Bei Erciyesspor traf er auf Hikmet Karaman, unter dem er bei Manisaspor seinen Durchbruch erreicht hatte. Während der Hinrunde der Saison 2014/15 spielte Gökoğlan erneut nur in der Reservemannschaft. Am 13. Januar 2015 wurde sein Vertrag mit Galatasaray gekündigt. Zwei Tage nach dem Weggang von den Istanbulern unterschrieb er beim Erstligisten Akhisar Belediyespor einen 1,5-Jahres-Vertrag.
Nachdem Gökoğlan sich auch bei Akhisar Belediyespor nicht durchsetzen konnte, wurde er zur Saison 2015/16 an den Zweitligisten Balıkesirspor abgegeben. Nach einer Saison wechselte er innerhalb der TFF 1. Lig zum Erzrivalen Bandırmaspor.

## Erfolge
Mit Manisaspor
- Meister der TFF 1. Lig und Aufstieg in die Süper Lig: 2008/09

Mit Galatasaray Istanbul
- Türkischer Meister: 2011/12, 2012/13
- Türkischer Supercupsieger: 2012, 2013
- Emirates-Cup-Sieger: 2013